# 附着实蕨
附着实蕨（学名：Bolbitis scandens），为实蕨科实蕨属下的一个植物种。